# 阿瓜拉圭國家公園

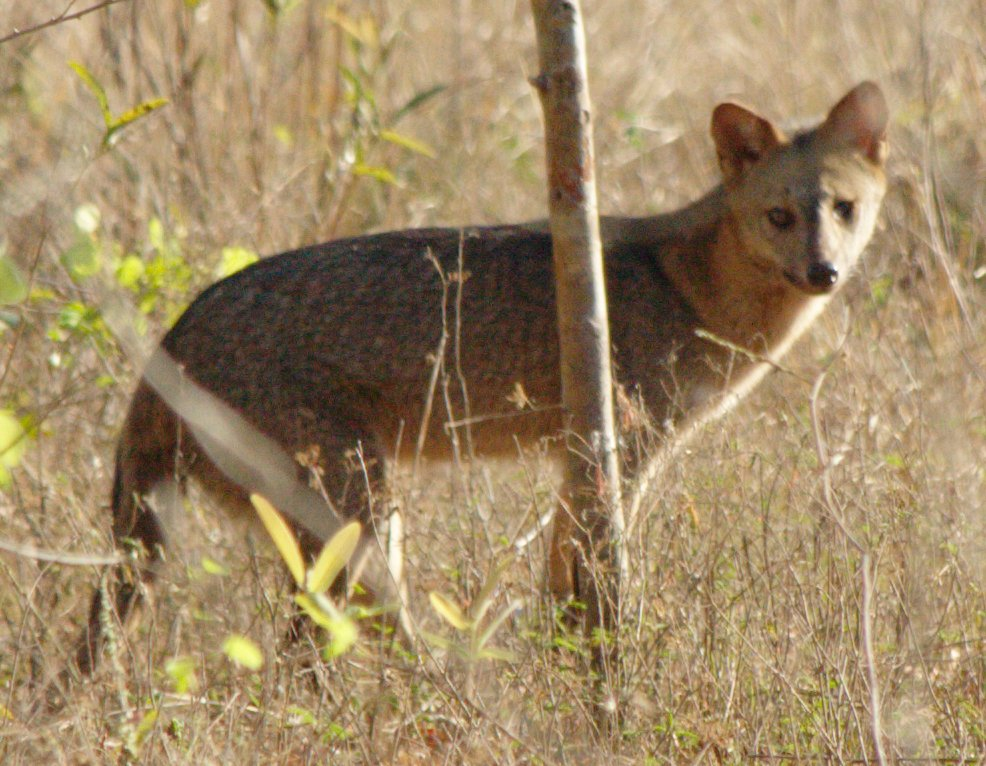

阿瓜拉圭國家公園是玻利維亞的國家公園，位於該國南部，由塔里哈省負責管轄，始建於2000年4月20日，佔地1,083平方公里，該地區水源和泥土受污染。

## 外部連結
- www.fundesnap.org / Aguaragüe National Park and Integrated Management Natural Area （页面存档备份，存于） (Spanish)